# Pentominium
Pentominium, Пентомі́ніум — житловий хмарочос, який будується в місті Дубай, ОАЕ. Висота 122-поверхового хмарочосу складе 515.95 метрів. Будівництво було розпочато в 2008 і буде завершено орієнтовно в 2014 році. Стан на початок 2012 року — призупинення будівництва. Наразі не відомо, коли будівництво буде продовжено.
Після завершення будівництва цей хмарочос стане найвищим житловим хмарочосом у світі. Також це буде один з найвищих хмарочосів світу.